# Дубровка (Марі-Турецький район)
Дубро́вка (рос. Дубровка, марій. Дубровка) — присілок у складі Марі-Турецького району Марій Ел, Росія. Входить до складу Марійського сільського поселення.

## Населення
Населення — 8 осіб (2010; 8 у 2002).
Національний склад (станом на 2002 рік):
- удмурти — 75 %